# Њу Германи (Минесота)
Њу Германи (енгл. New Germany) град је у америчкој савезној држави Минесота.

## Демографија
По попису из 2010. године број становника је 372, што је 26 (7,5%) становника више него 2000. године.
| Група             | 2000.       | 2010.       |
| Белци             | 338 (97,7%) | 341 (91,7%) |
| Афроамериканци    | 3 (0,9%)    | 0 (0,0%)    |
| Азијати           | 0 (0,0%)    | 1 (0,3%)    |
| Хиспаноамериканци | 0 (0,0%)    | 27 (7,3%)   |
| Укупно            | 346         | 372         |